# Got Live If You Want It!
«Got Live If You Want It!» — музичний альбом гурту The Rolling Stones. Виданий 10 грудня 1966 року в США лейблом London. Загальна тривалість композицій становить 42:31. Альбом відносять до напрямку рок.

## Оригінальне видання

### Список творів
1. «Under My Thumb» — 2:54
2. «Get Off of My Cloud» — 2:54
3. «Lady Jane» — 3:08
4. «Not Fade Away»  — 2:04
5. «I've Been Loving You Too Long[en]»  — 2:55
6. «Fortune Teller[en]»  — 1:57
7. «The Last Time» — 3:08
8. «19th Nervous Breakdown» — 3:31
9. «Time Is on My Side»  — 2:49
10. «I'm Alright»  — 2:27'
11. «Have You Seen Your Mother Baby, Standing in the Shadow?» — 2:19
12. «Satisfaction» — 3:05

## Британський міні-альбом
З тією ж назвою, опублікованій в 1965 в міні-альбом із записом концерту в березні цього року.

### Список творів
| Сторона A 1. «We Want the Stones» — 0:13 2. «Everybody Needs Somebody to Love» — 0:36 3. «Pain in My Heart» — 2:03 4. «Route 66» — 2:36 | Сторона B 1. «I'm Moving On» — 2:13 2. «I'm Alright» — 2:22 |

## Музиканти
- Мік Джаггер — вокал, перкусія
- Кіт Річардс — гітара, вокал
- Браян Джонс — гітара, губна гармошка
- Чарлі Уоттс — ударні
- Білл Вайман — бас-гітара

## Хіт-паради

### Альбом
| Рік  | Хіт-парад            | Позиція |
| ---- | -------------------- | ------- |
| 1966 | Billboard Pop Albums | 25      |
| 1967 | Billboard Pop Albums | 6       |